# Luchse
Die Luchse (lateinisch Lynx) sind eine Gattung der Familie der Katzen. Alle vier heute lebenden Arten kommen auf der Nordhalbkugel vor: Der Eurasische Luchs ist in weiten Teilen Europas und Asiens verbreitet; der auf die Iberische Halbinsel begrenzte Pardelluchs ist eine der am stärksten vom Aussterben bedrohten Katzenarten; in Nordamerika leben Kanadischer Luchs (auch Kanadaluchs) und Rotluchs.
Luchse zählen stammesgeschichtlich zu den Kleinkatzen, in Europa sind sie jedoch, abgesehen von wenigen überlebenden Leoparden im Kaukasus, die größten Katzen. Die einzige weitere europäische Katzenart ist die Europäische Wildkatze. Der Name Luchs geht auf das alt- und mittelhochdeutsche luhs zurück, das Funkler bedeutet und sich auf die reflektierenden Katzenaugen bezieht. Lynx ist das lateinische Wort für Luchs.

## Merkmale
Luchse erreichen je nach Art Kopf-Rumpf-Längen von etwa 70 bis 120 Zentimetern, Schulterhöhen von 36 bis 70 Zentimetern und Schwanzlängen von 10 bis 25 Zentimetern; sie wiegen etwa 7 bis 37 Kilogramm. Die kleinste Spezies ist der Rotluchs, die größte der Eurasische Luchs. Luchse haben einen Backenbart; die Spitzen der Ohren tragen schwarze Haarpinsel; die Rückseite der Ohren ist schwarz, häufig mit einem mehr oder weniger ausgedehnten weißen oder grauweißen Fleck. Die Fellfärbung ist auch innerhalb der Arten variabel und reicht von sandfarben über rotbraun und braun bis grau, oft ist das Fell gefleckt; das Schwanzende ist schwarz. Das Fleckenmuster ist individuell verschieden und erlaubt es daher, Einzeltiere wiederzuerkennen.
Insbesondere Kanadische Luchse haben große Pfoten, die es ihnen erleichtern, über Schnee zu laufen. Wie fast alle Katzenarten können Luchse ihre Krallen in Hauttaschen einziehen. Luchse haben in der Regel 28 Zähne; bei einem geringen Prozentsatz individueller Luchse kann im Unterkiefer ein- oder beidseitig je ein zusätzlicher Backenzahn ausgebildet sein. In freier Wildbahn werden Luchse durchschnittlich nur wenige  Jahre alt, Eurasische Luchse etwa fünf Jahre; als Höchstalter im Freiland wurden zwölf (Rotluchs) bis 17 Jahre (Eurasischer Luchs) ermittelt. In Gefangenschaft wurden Luchse maximal 24 (Eurasischer Luchs) bis 32 Jahre (Rotluchs) alt.

## Lebensraum und Verhalten

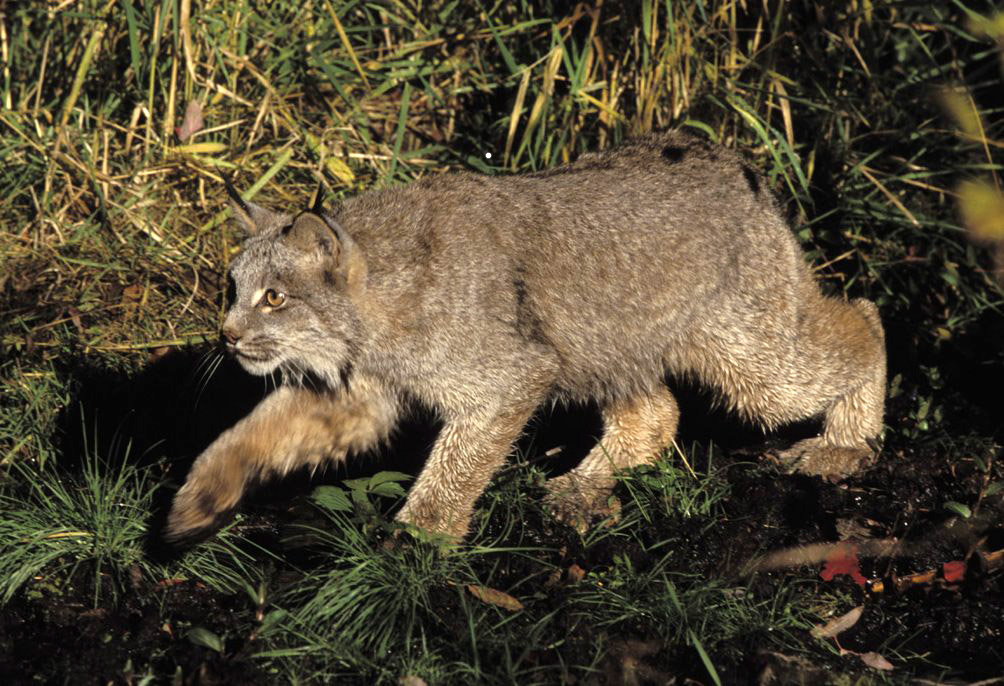
Kanadischer Luchs

Luchse bewohnen sehr verschiedenartige Lebensräume: vor allem Wälder, aber auch Wüsten, Tundren, Sumpfgebiete, Buschland, Grasland und Felsregionen; der Eurasische Luchs kommt im Bergland bis in 5500 Meter Höhe vor. Luchse erbeuten Säugetiere, vor allem Hasentiere und Nagetiere sowie Huftiere bis Rothirschgröße, außerdem Vögel, Fische und Reptilien; gelegentlich fressen sie Aas. Luchse sind vorwiegend nacht- und dämmerungsaktive Einzelgänger, die ihrer Beute auflauern, sich an sie heranpirschen oder sie aktiv verfolgen.
Die durchschnittlichen Größen von Streifgebieten rangieren von etwa 16 Quadratkilometern (weibliche Rotluchse) bis zu 248 Quadratkilometern (männliche Eurasische Luchse); in Extremfällen umfassen Streifgebiete weniger als einen (Rotluchs) bis über 1000 Quadratkilometer (Eurasischer Luchs). Die Streifgebiete von Weibchen können sich überlappen, während sich adulte Luchse meist aus dem Weg gehen. Insbesondere Männchen verhalten sich territorial: Sie bilden Reviere und verteidigen diese gegen Artgenossen desselben Geschlechts. Adulte Tiere können sich bei Revierstreitigkeiten bis auf den Tod bekämpfen. Die Größen von Streifgebieten und Revieren schwanken in Abhängigkeit von Nahrungsangebot und Zustand der Population. Die Raumaufteilung zwischen den Luchsen wird mit Duftmarken aufrechterhalten.
Als Verstecke und Wurfplätze dienen unter anderem hohle Baumstämme, Dickichte und Felsspalten. Luchsweibchen bringen einmal im Jahr einen Wurf mit zumeist zwei bis vier Jungen zur Welt. Geschlechtspartner und Mutter und Jungtiere verständigen sich auch mit Rufen (beim Eurasischen Luchs ein melodisches, weittragendes 'ma-uu’).

## Gefährdung
Luchse sind durch direkte menschliche Verfolgung bedroht, weil sie von Jägern und Viehhaltern als Konkurrenten betrachtet werden und in vielen Regionen wegen ihrer Felle gejagt werden. Sie leiden zudem unter der Fragmentierung und Zerstörung ihrer Lebensräume unter anderem aufgrund der Intensivierung von Land- und Forstwirtschaft und teilweise auch unter Störungen durch Freizeitaktivitäten. Weitere durch den Menschen verursachte Gefahren für Luchse sind der Straßen- und Schienenverkehr, Angriffe durch Haushunde sowie der Einsatz von Rodentiziden. Zu den natürlichen Feinden, vor allem für junge Luchse, gehören Angriffe großer Raubtiere wie Wölfe und Bären. Die Weltnaturschutzorganisation IUCN stufte den Pardelluchs 2014 als „stark gefährdet“ (Endangered) ein. Die globalen Bestände der drei anderen Luchsarten galten 2014 beziehungsweise 2016 als „nicht gefährdet“ (Least Concern).

## Verbreitung

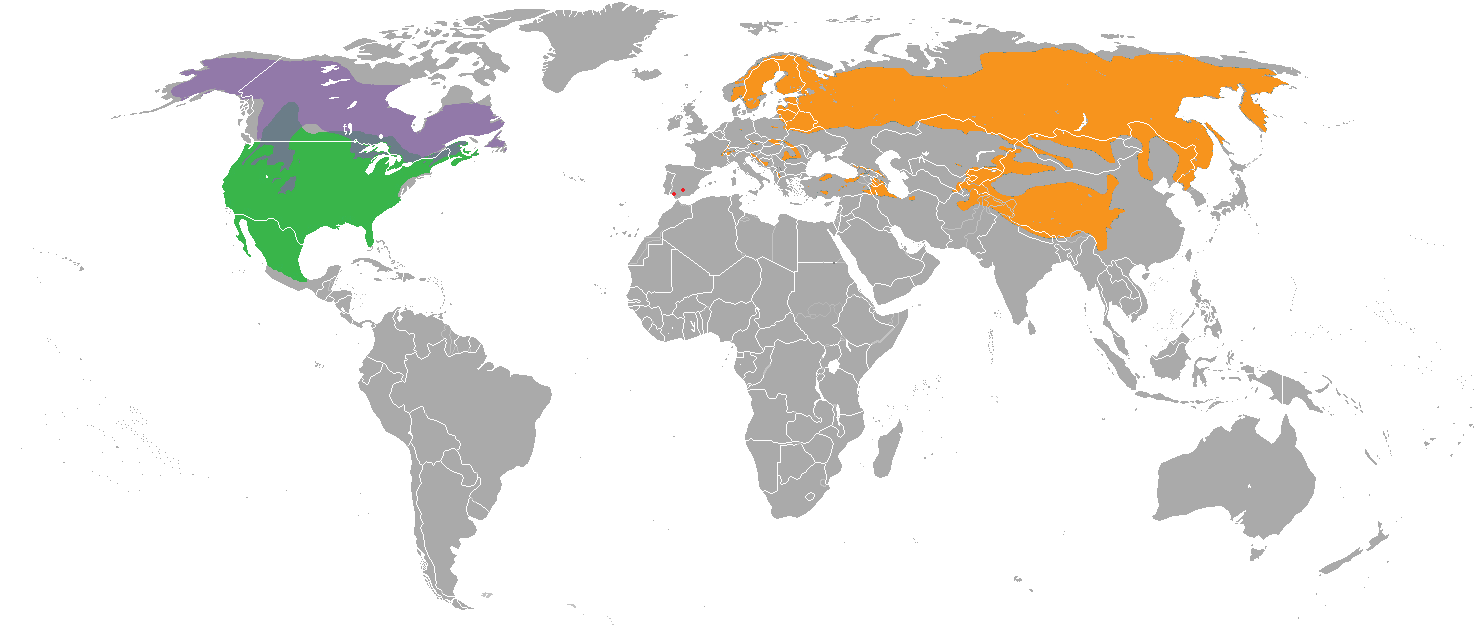
Verbreitungsgebiet der Luchse. Orange: Eurasischer Luchs; lila: Kanadischer Luchs; grün: Rotluchs; rot: Pardelluchs (Karte nicht aktuell)

Der Eurasische Luchs besiedelte ursprünglich ein weitgehend geschlossenes Verbreitungsgebiet von den Pyrenäen im Westen bis zum Pazifik im Osten sowie vom Polarkreis bis China; in weiten Teilen dieses Gebiets wurde er ausgerottet, in einigen europäischen Regionen jedoch wieder eingebürgert. Der Pardelluchs war ursprünglich wahrscheinlich über die gesamte Iberische Halbinsel verbreitet, heute ist sein Vorkommen auf kleine, voneinander isolierte Bestände in Südspanien beschränkt. Der Kanadaluchs bewohnt die boreale Zone in Alaska und Kanada, im Süden reicht sein Verbreitungsgebiet bis in einige der Continental United States. Der Rotluchs ist vom südlichen Kanada über die USA bis Mexiko verbreitet.

### Deutschland
Laut Veröffentlichung des deutschen Bundesamts für Naturschutz wurden deutschlandweit 2018 insgesamt 125–135 ausgewachsene wildlebende eurasische Luchse gezählt und 55 Jungtiere. Im Jahr davor waren es 114 Tiere. Festgestellt wurden zwei Schwerpunktgebiete: eins in Ostbayern, ein zweites reicht vom Harz bis nach Nordhessen und Nordrhein-Westfalen. Die Beobachter konnten 2018 bei 20 Weibchen Nachwuchs belegen, davon elf Muttertiere im Harz, acht im Bayerischen Wald und eines im Pfälzer Wald. Die Wiederansiedlung der lange ausgerotteten Tierart gelang durch Wiederansiedlungsprojekte und durch Zuwanderung aus Nachbarländern. Der BUND forderte vermehrte Anstrengungen für den Erhalt der nach wie vor als stark gefährdet geltenden Art. Die wichtigsten Maßnahmen seien, mehr Tierquerungshilfen über Straßen zu schaffen und illegale Tötungen konsequenter zu verfolgen.
Im August 2024 wurden Luchse per Wildkamera im Thüringer Wald entdeckt.

### Österreich
In Österreich wurden die letzten Luchse 1887 in Kärnten und 1897 in Tirol ausgerottet. Die Wiederansiedlung begann 1977 in der Steiermark. Derzeit gibt es drei Luchspopulationen, eine in Vorarlberg, eine im Bereich Mühlviertel / Waldviertel und eine im Nationalpark Kalkalpen (Stand 2022). Das Vorkommen in Vorarlberg ist vermutlich eine Ausbreitung des Ostschweizer Bestandes. In der zweiten Population, einem Teil der Böhmisch-Bayerisch-Österreichischen Population, wurden 2019 neunzehn Luchse nachgewiesen. Im Nationalpark Kalkalpen leben sechs erwachsene Luchse.

### Schweiz
In der Schweiz leben Luchse in zwei Populationen, im Jura und in den Alpen. Das erste Vorkommen erstreckt sich über den ganzen Jurabogen, in den Alpen kommen Luchse vom Genfersee bis zum Bodensee vor. Im Jahr 2019 lebten in der Schweiz rund 255 Luchse, davon 75 im Jura und 180 in den Alpen.

## Systematik
Die Luchse werden nach aktuellem Stand als geschlossene Gruppe mit gemeinsamen Vorfahren betrachtet, bilden also eine monophyletische Gruppe. Die Gattung entwickelte sich auf der nördlichen Hemisphäre parallel zu der Ausbreitung der Hasenartigen (Lagomorpha), die die Hauptbeute der Luchse darstellen. Innerhalb der Gattung sind vier Arten anerkannt:
- Kanadischer Luchs (Lynx canadensis)
- Eurasischer Luchs (Lynx lynx)
- Pardelluchs (Lynx pardinus)
- Rotluchs (Lynx rufus)

Die wissenschaftliche Erstbeschreibung des Eurasischen Luchses geht auf Carl von Linné zurück, der die Art 1758 in seiner zehnten Auflage der Systema Naturae als Felis lynx beschrieb. Der amerikanische Arzt und Naturforscher Robert Kerr beschrieb 1792 den Kanadischen Luchs und ordnete ihn gemeinsam mit dem Eurasischen Luchs in die eigenständige Gattung Lynx ein.

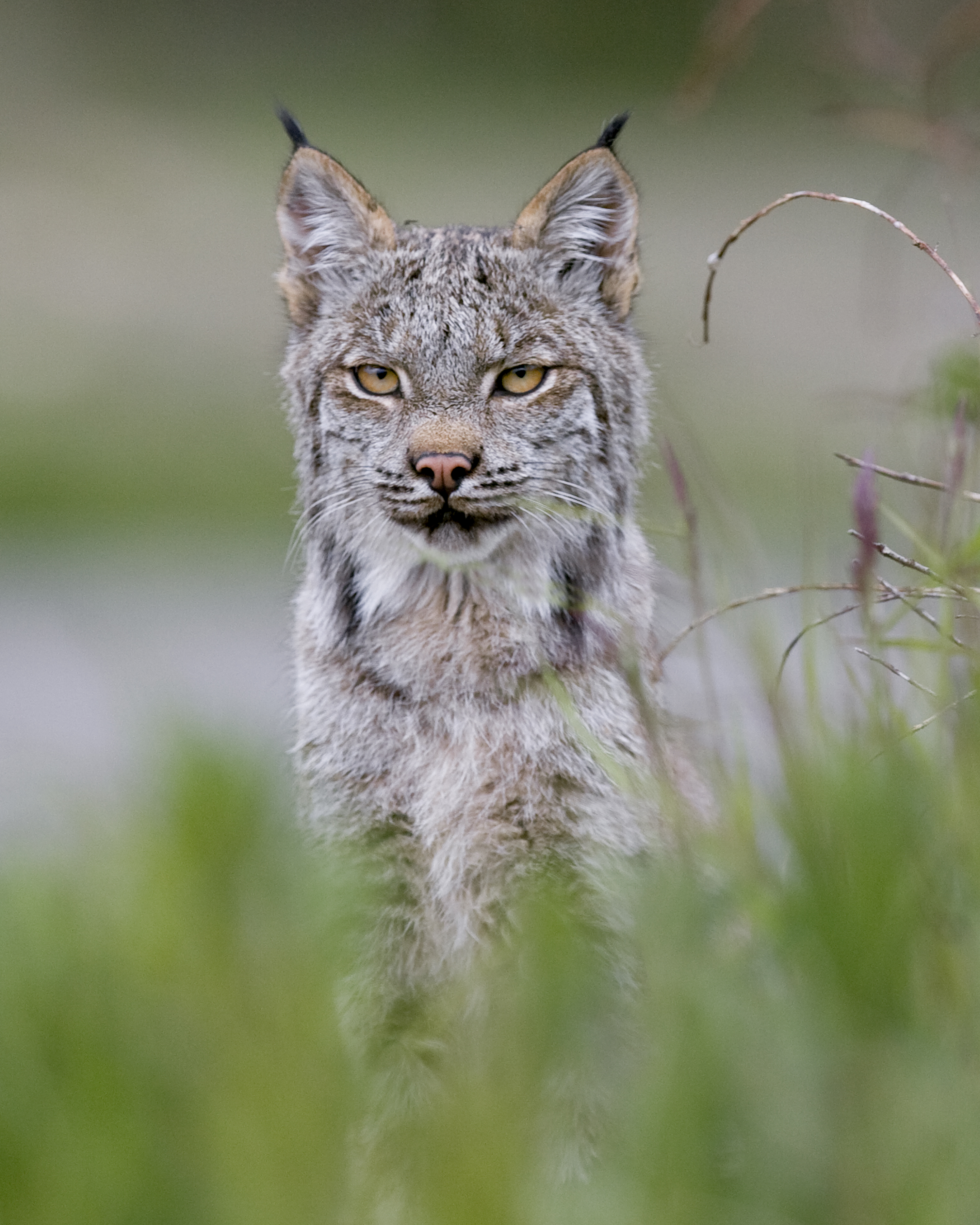
Kanadischer Luchs
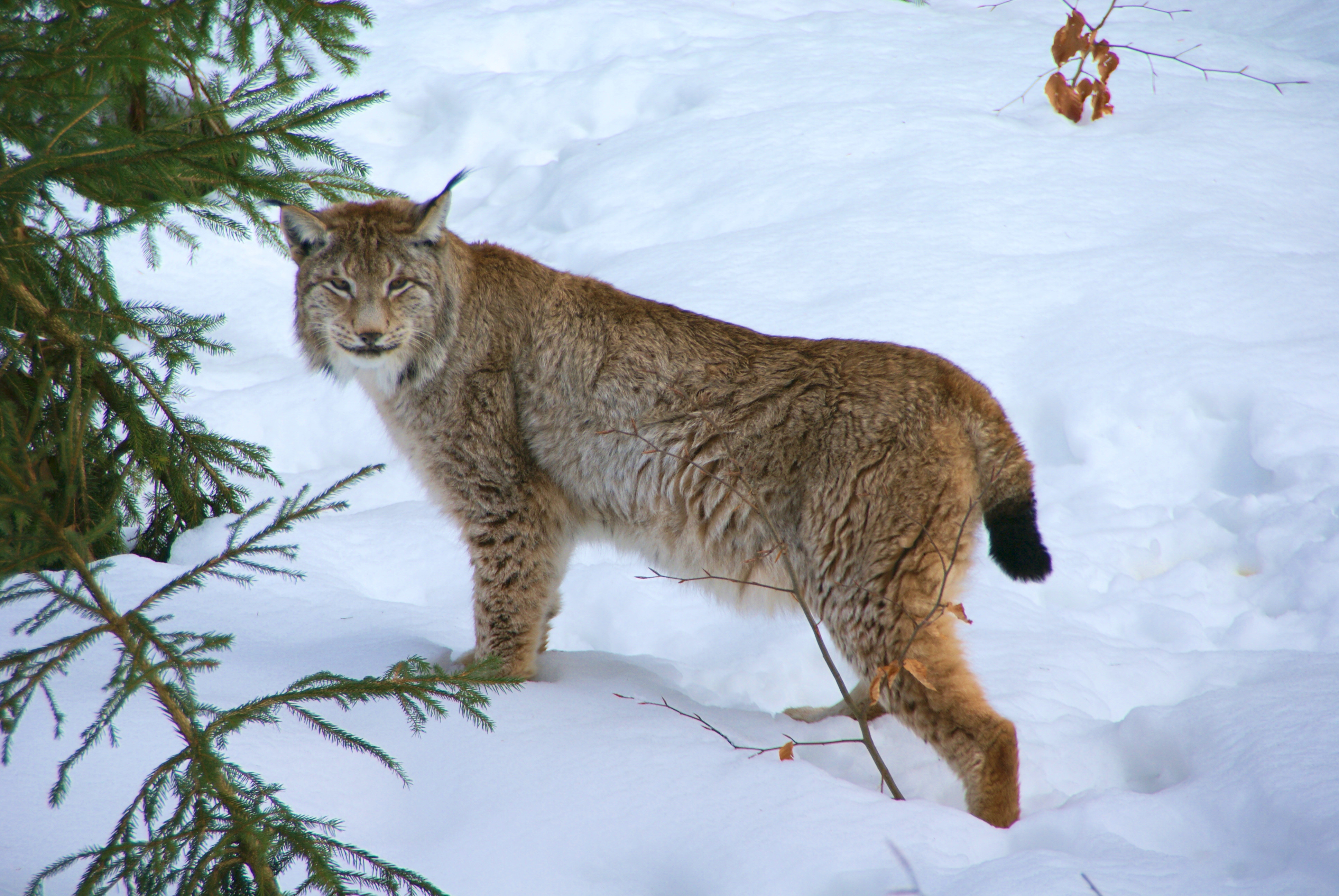
Eurasischer Luchs
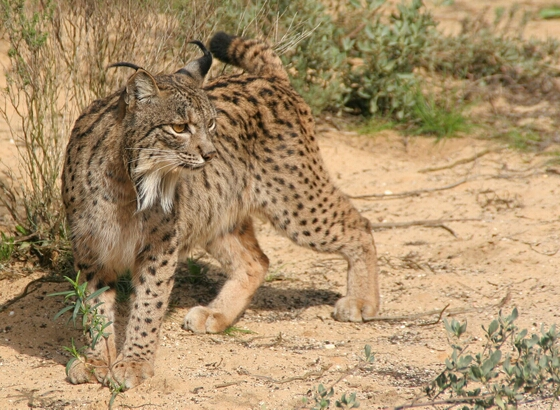
Pardelluchs
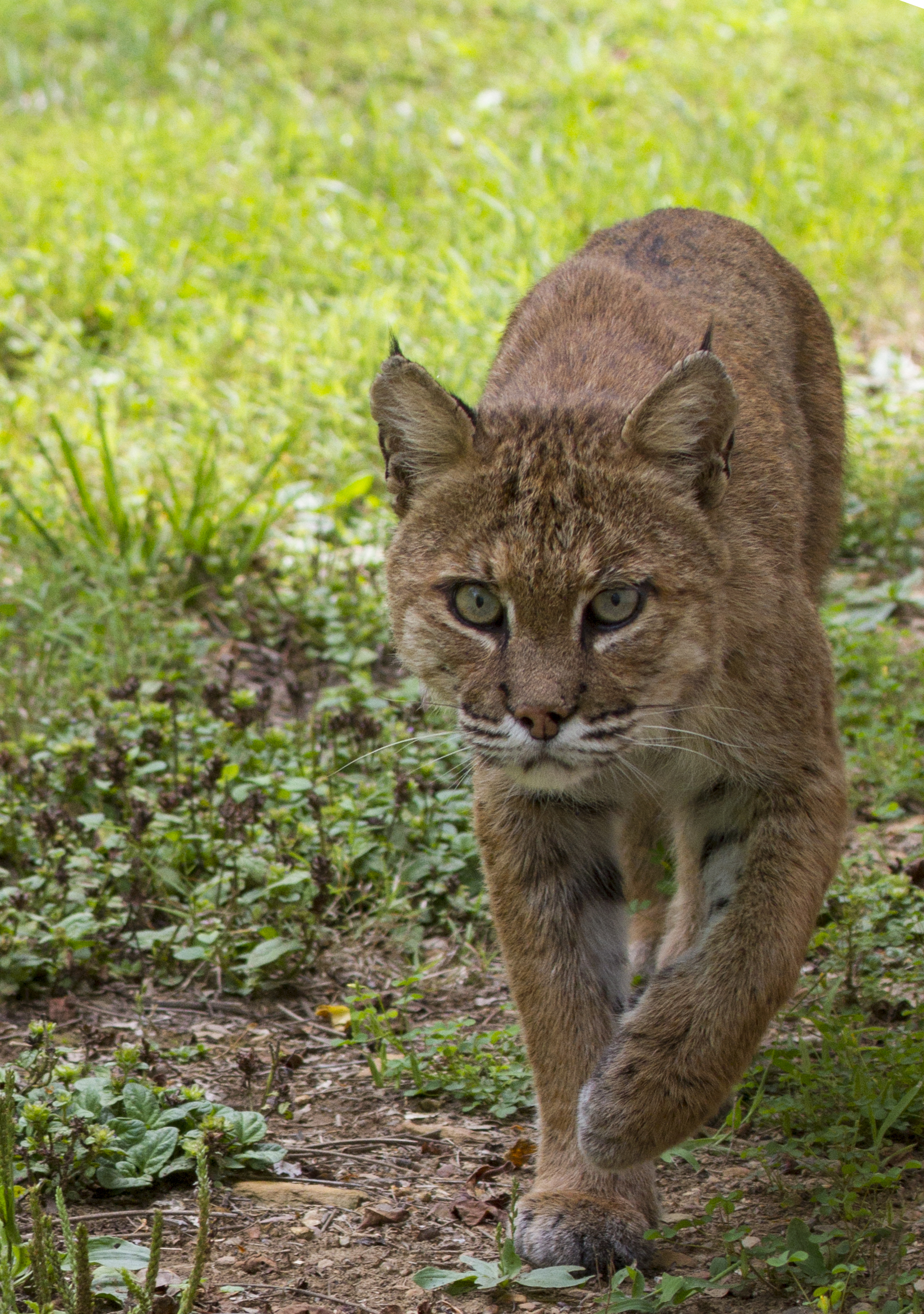
Rotluchs

In älterer Literatur findet man die drei erstgenannten Arten manchmal zu einer einzigen Art zusammengefasst, dem „Nordluchs“. Der Karakal wird manchmal als „Wüstenluchs“ bezeichnet, gehört aber zu einer anderen Katzengattung. Es ist bislang nicht abschließend geklärt, ob Luchse ihren Ursprung in Nordamerika oder in Eurasien und Afrika hatten. Fossilfunde belegen Vertreter dieser Gattung für das Pleistozän.